# Coeficient de transfer termic
În termodinamică și transmiterea căldurii coeficientul de transfer termic este constanta de proporționalitate dintre fluxul de căldură și diferența de temperatură, ΔT. Este utilizat pentru a calcula căldura transmisă între componentele unui sistem, de exemplu prin convecție între un fluid și un solid. Coeficientul de transfer termic are ca unitate de măsură în SI wați pe metru pătrat și kelvin (W/m2K).
Fluxul global de transfer de căldură, pentru modurile combinate, este exprimat prin coeficientul global de transfer termic, K.
La atingerea unei stări staționare a sistemului, fluxul termic este:
{\displaystyle {\dot {Q}}=\alpha A(T_{2}-T_{1})}
unde:
{\displaystyle {\dot {Q}}} este fluxul termic [W];
{\displaystyle \alpha } este coeficientul de transfer termic [W/m2K];
{\displaystyle A} este aria suprafeței prin care are loc transmiterea căldurii [m2];
{\displaystyle T_{2}} este temperatura fluidului [K];
{\displaystyle T_{1}} este temperatura suprafeței solide [K].
Definiția generală a coeficientului de transfer termic este: 
{\displaystyle \alpha ={\frac {q}{\Delta T}}}
unde:
{\displaystyle q} este fluxul termic unitar [W/m2], {\displaystyle q=d{\dot {Q}}/dA}
{\displaystyle \Delta T} este diferența de temperatură între fluid și suprafața solidă [K].
Coeficientul de transfer termic este inversul coeficientului de rezistență termică, care pentru materialele de construcții este cunoscut drept coeficientul de izolare termică.
Există numeroase metode pentru calcularea coeficientului de transfer termic în diferite moduri de transfer termic, diferite fluide, diferite regimuri de curgere și în diferite condiții termice și hidraulice. Adesea, acesta poate fi estimat prin raportul dintre conductivitatea termică a fluidului și o scală de lungime. Coeficientul de transfer termic este adesea calculat din numărul Nusselt. Există și aplicații disponibile online pentru  transferul termic în fluide. Evaluarea experimentală a coeficientului de transfer termic prezintă unele dificultăți, în special atunci când trebuie măsurate fluxuri mici (de exemplu < 0,2 W/cm2).

## Descriere
O metodă simplă pentru determinarea unui coeficient global de transfer termic, utilă pentru a calcula transmiterea căldurii între elemente simple, cum ar fi pereții clădirilor sau ale schimbătoarelor de căldură, este prezentată mai jos. Această metodă ia în considerare în principal conducția și convecția. Efectele radiației pot fi estimate similar, dar introduc o dependență neliniară de temperatură. Metoda este următoarea:
{\displaystyle {\frac {1}{K\cdot A}}={\frac {1}{\alpha _{1}\cdot A_{1}}}+{\frac {\delta }{\lambda \cdot A}}+{\frac {1}{\alpha _{2}\cdot A_{2}}}}
unde:
{\displaystyle K} este  coeficientul global de transfer termic [W/(m2K];
{\displaystyle A} este aria suprafeței prin care are loc transmiterea căldurii [m2] ({\displaystyle A_{1}} și {\displaystyle A_{2}} fiind ariile suprafețelor de contact pe fiecare parte spălată de fluide);
{\displaystyle \alpha } este coeficientul de transfer termic pe o parte respectiv pe cealaltă a peretelui [W/m2K];
{\displaystyle \delta } este grosimea peretelui [m].
{\displaystyle \lambda } este conductivitatea termică a peretelui [W/mK];
Dacă ariile suprafețelor pe cele două părți ale peretelui sunt apropiate (practic egale), ecuația poate fi scrisă cu un coeficient de transfer termic pe unitatea de suprafață
{\displaystyle {\frac {1}{K}}={\frac {1}{\alpha _{1}}}+{\frac {\delta }{\lambda }}+{\frac {1}{\alpha _{2}}}}
respectiv
{\displaystyle K={\frac {1}{{\frac {1}{\alpha _{1}}}+{\frac {\delta }{\lambda }}+{\frac {1}{\alpha _{2}}}}}}
Pentru țevi care transportă un fluid, adesea valoarea {\displaystyle \delta } se ia ca diferența dintre cele două raze ale țevii, cea exterioară și cea interioară; similar cu grosimea peretelui la un transfer printr-o placă plană sau pe alte suprafețe plane obișnuite, cum ar fi peretele unei clădiri, respectiv atunci când diferența de suprafață dintre fiecare parte a peretelui prin care se face transferul se apropie de zero.
La pereții clădirilor, formula de mai sus poate fi utilizată pentru a obține valoarea utilizată în mod obișnuit pentru calcularea căldurii transmise între componentele clădirii. Arhitecții și inginerii numesc valorile rezultate valoarea rezistenței termice (izolației).

## Relații de calcul pentru transferul convectiv al căldurii
Deși transferul de căldură prin convecție poate fi calculat analitic prin analiză dimensională, analiză exactă a stratului limită, analiză integrală aproximativă a stratului limită și analogii între transferul de energie și impuls, aceste abordări analitice pot să nu ofere soluții practice la toate problemele atunci când nu există modele matematice aplicabile. Ca urmare, au fost elaborate numeroase relații de diverși autori pentru a estima coeficientul de transfer de căldură prin convecție în diverse cazuri, cum ar fi convecția liberă și convecția forțată pentru curgeri în interiorul țevilor, respectiv în exteriorul lor. Aceste relații empirice sunt valabile pentru geometria și condițiile lor de curgere. Deoarece proprietățile fluidului depind de temperatură, acestea sunt evaluate la temperatura stratului limită, T, care este media dintre temperatura la nivelul suprafeței Ts și temperatura generală a fluidului, Tf.
{\displaystyle T={\frac {T_{s}+T_{f}}{2}}}

### Curgere exterioară, perete vertical
Churchill și Chu propun următoarea relație pentru convecția liberă adiacentă unui plan vertical, atât pentru curgerea laminară, cât și pentru cea turbulentă. {\displaystyle \lambda } este conductivitatea termică a fluidului, L este lungimea caracteristică în direcția forțalor arhimedice (în câmp gravitațional pe verticală), RaL este numărul Rayleigh pentru L, iar Pr este numărul Prandtl (numărul Rayleigh poate fi scris ca produs al numerelor Grashof și Prandtl).
{\displaystyle \alpha ={\frac {\lambda }{L}}\left({0,825+{\frac {0,387\mathrm {Ra} _{L}^{1/6}}{\left(1+(0,492/\mathrm {Pr} )^{9/16}\right)^{8/27}}}}\right)^{2}\,\quad {\text{valabil pentru}}\quad \mathrm {Ra} _{L}<10^{12}}
Pentru curgerile laminare, următoarea relație este ceva mai precisă. Se observă că o tranziție de la o limită laminară la una turbulentă are loc atunci când RaL > 109.
{\displaystyle \alpha ={\frac {\lambda }{L}}\left(0,68+{\frac {0,67\mathrm {Ra} _{L}^{1/4}}{\left(1+(0,492/\mathrm {Pr} )^{9/16}\right)^{4/9}}}\right)\quad {\text{valabil pentru}}\quad 10^{-1}<\mathrm {Ra} _{L}<10^{9}}

### Curgere exterioară, cilindru vertical
Pentru cilindrii cu axele verticale se pot utiliza expresiile pentru suprafețe plane, cu condiția ca efectul de curbură să nu fie prea semnificativ. Acesta este cazul în care grosimea stratului limită este mică în raport cu diametrul cilindrului, D. Pentru fluide cu Pr ≤ 0,72, relațiile pentru pereții plani verticali pot fi utilizate atunci când:
{\displaystyle {\frac {D}{L}}\geq {\frac {35}{\mathrm {Gr} _{L}^{1/4}}}}
unde {\displaystyle \mathrm {Gr} _{L}} este numărul Grashof, și în fluide cuPr ≤ 6 când:
{\displaystyle {\frac {D}{L}}\geq {\frac {25,1}{\mathrm {Gr} _{L}^{1/4}}}}
În aceste cazuri eroarea nu depășește 5,5 %.

### Curgere exterioară, placă orizontală
W. H. McAdams a sugerat următoarele relații pentru plăcile orizontale, unde flotabilitatea indusă va fi diferită dacă suprafața caldă este orientată în sus sau în jos.
Pentru curgere laminară și suprafața caldă orientată în sus, sau suprafața rece orientată în jos:
{\displaystyle \alpha ={\frac {\lambda \ 0,54\mathrm {Ra} _{L}^{1/4}}{L}}\quad {\text{valabil pentru}}\quad 10^{5}<\mathrm {Ra} _{L}<2\times 10^{7}}
iar pentru curgere turbulentă:
{\displaystyle \alpha ={\frac {\lambda \ 0,14\mathrm {Ra} _{L}^{1/3}}{L}}\quad {\text{valabil pentru}}\quad 2\times 10^{7}<\mathrm {Ra} _{L}<3\times 10^{10}}
Pentru curgere laminară și suprafața caldă orientată în jos, sau suprafața rece orientată în sus:
{\displaystyle \alpha ={\frac {\lambda \ 0,27\mathrm {Ra} _{L}^{1/4}}{L}}\quad {\text{valabil pentru}}\quad 3\times 10^{5}<\mathrm {Ra} _{L}<3\times 10^{10}.}
Lungimea caracteristică este raportul dintre aria suprafeței plăcii și perimetru. Dacă suprafața este înclinată la un unghi θ față de verticală, atunci relațiile lui Churchill și Chu pentru o placă verticală pot fi utilizate pentru θ până la 60°; dacă stratul limită este laminar, la calcului Ra constanta gravitațională g se înlocuiește cu g cos θ.

### Curgere exterioară, cilindru orizontal
Pentru cilindri de lungime suficientă și efecte de capăt neglijabile, Churchill și Chu dau următoarea relație pentru {\displaystyle 10^{-5}<\mathrm {Ra} _{D}<10^{12}}.
{\displaystyle \alpha ={\frac {\lambda }{D}}\left({0,6+{\frac {0,387\mathrm {Ra} _{D}^{1/6}}{\left(1+(0,559/\mathrm {Pr} )^{9/16}\right)^{8/27}}}}\right)^{2}}

### Curgere exterioară, sferă
Pentru sfere, T. Yuge dă următoarea relație pentru Pr ≃ 1 și {\displaystyle 1\leq \mathrm {Ra} _{D}\leq 10^{5}}:
{\displaystyle {\mathrm {Nu} }_{D}=2+0,43\mathrm {Ra} _{D}^{1/4}}

### Incintă dreptunghiulară verticală
Pentru fluxul de căldură între două plăci verticale opuse ale unor incinte dreptunghiulare, Catton recomandă următoarele două relații pentru rapoarte de aspect mici. Relațiile sunt valabile pentru orice valoare a numărului Prandtl.
Pentru  {\displaystyle 1<{\frac {H}{L}}<2}:
{\displaystyle \alpha ={\frac {\lambda }{L}}0,18\left({\frac {\mathrm {Pr} }{0,2+\mathrm {Pr} }}\mathrm {Ra} _{L}\right)^{0,29}\quad {\text{valabil pentru}}\quad \mathrm {Ra} _{L}\mathrm {Pr} /(0,2+\mathrm {Pr} )>10^{3}}
unde H este înălțimea intrerioară a incintei, iar L este distanța orizontală dintre cele două sprafețe cu temperaturi diferite.
Pentru {\displaystyle 2<{\frac {H}{L}}<10}:
{\displaystyle \alpha ={\frac {\lambda }{L}}0,22\left({\frac {\mathrm {Pr} }{0,2+\mathrm {Pr} }}\mathrm {Ra} _{L}\right)^{0,28}\left({\frac {H}{L}}\right)^{-1/4}\quad {\text{valabil pentru}}\quad \mathrm {Ra} _{L}<10^{10}}
Pentru incinte verticale cu rapoarte de aspect mai mari, se pot utiliza următoarele două relații.
Pentru {\displaystyle 10<H/L<40}:
{\displaystyle \alpha ={\frac {\lambda }{L}}0,42\mathrm {Ra} _{L}^{1/4}\mathrm {Pr} ^{0,012}\left({\frac {H}{L}}\right)^{-0,3}\,\quad {\text{valabil pentru}}\quad 1<\mathrm {Pr} <2\times 10^{4}\quad {\text{și}}\quad 10^{4}<\mathrm {Ra} _{L}<10^{7}}
Pentru {\displaystyle 1<{\frac {H}{L}}<40}:
{\displaystyle \alpha ={\frac {\lambda }{L}}0,46\mathrm {Ra} _{L}^{1/3}\,\quad {\text{valabil pentru}}\quad 1<\mathrm {Pr} <20\quad {\text{și}}\quad 10^{6}<\mathrm {Ra} _{L}<10^{9}}
Pentru toate cele patru relații, proprietățile fluidului sunt evaluate la temperatura medie – spre deosebire de temperatura stratului limită – {\displaystyle (T_{1}+T_{2})/2,} unde {\displaystyle T_{1}} și {\displaystyle T_{2}} sunt temperaturile suprafețelor verticale și {\displaystyle T_{1}>T_{2}}

### Convecție forțată

#### Curgere interioară laminară
Sieder și Tate dau următoarea relație pentru a explica efectele de intrare la o curgere laminară în țevi, unde {\displaystyle D} este diametrul intern, {\displaystyle {\mu }_{f}} este viscozitatea fluidului la temperatura medie globală, {\displaystyle {\mu }_{p}} este viscozitatea fluidului la temperatura suprafeței peretelui țevii.
{\displaystyle \mathrm {Nu} _{D}=1,86\cdot \left(\mathrm {Re} \cdot \mathrm {Pr} \right)^{1/3}\left({\frac {D}{L}}\right)^{1/3}\left({\frac {{\mu }_{f}}{{\mu }_{p}}}\right)^{0,14}}
Pentru o curgere laminară complet dezvoltată (adică unde grosimea stratului limită nu mai variază), numărul Nusselt este constant și egal cu 3,66. Mills combină efectele de intrare și curgerea complet dezvoltată într-o singură ecuație:
{\displaystyle \mathrm {Nu} _{D}=3,66+{\frac {0,065\cdot \mathrm {Re} \cdot \mathrm {Pr} \cdot {\frac {D}{L}}}{1+0,04\cdot \left(\mathrm {Re} \cdot \mathrm {Pr} \cdot {\frac {D}{L}}\right)^{2/3}}}}

#### Curgere interioară turbulentă
Relația Dittus–Bölter (1930) este o relație comună și deosebit de simplă, utilă pentru multe aplicații:
{\displaystyle \mathrm {Nu} _{d}=0,023\,\mathrm {Re} ^{0,8}\,\mathrm {Pr} ^{n}}
Această relație este aplicabilă atunci când convecția forțată este singurul mod de transfer de căldură; adică nu există fierbere, condensare, radiație termică semnificativă etc. Se consideră că precizia acestei relații este de ±15 %.
Pentru un fluid care curge într-o țeavă rotundă dreaptă cu un număr Reynolds între 10 000 și 120 000 (în intervalul de curgere turbulentă în țeavă), când numărul Prandtl al fluidului este între 0,7 și 120, într-o poziție departe de intrarea în țeavă (mai mult de 10 diametre ale țevii; mai mult de 50 de diametre conform multor autori) sau alte perturbări ale curgerii, iar când suprafața conductei este hidraulic netedă, coeficientul de transfer termic între fluid și suprafața țevii poate fi exprimat explicit din relația precedentă ca:
{\displaystyle {\frac {\alpha \,d_{h}}{\lambda }}=0,023\left({\frac {{\dot {m}}\,d_{h}}{\mu }}\right)^{0,8}\left({\frac {\mu \,c_{p}}{\lambda }}\right)^{n}}
unde:
{\displaystyle d_{h}} este diametrul hidraulic, [m],
{\displaystyle \lambda } este conductivitatea termică a fluidului liber, [W/mK]
{\displaystyle \mu } este viscozitatea dinamică, [Pa·s],
{\displaystyle {\dot {m}}} este fluxul masic, [kg/m2s],
{\displaystyle c_{p}} este capacitatea termică masică la presiune constantă a fluidului, [J/kgK]
{\displaystyle n} este 0,4 la încălzire (peretele mai cald ca fluidul liber) și 0,33 la răcire (peretele mai rece ca fluidul liber).
În această relație proprietățile fluidului sunt considerate la temperatura curentului liber, evitând astfel iterațiile.

#### Curgere exterioară
În analiza transmiterii căldurii la curgerea pe lângă suprafața exterioară a unui solid situația este complicată de fenomene precum desprinderea stratului limită. Diverși autori au dat relații, diagrame și grafice pentru diferite geometrii și condiții de curgere. Pentru curgerea paralelă cu o suprafață plană, unde x este distanța față de margine și L este grosimea stratului limită, un număr Nusselt mediu poate fi calculat folosind analogia Colburn.

## Relația Thom
Există relații simple specifice fluidelor pentru coeficientul de transfer de căldură la fierbere. Relația Thom este pentru curgerea apei la fierbere (subrăcite sau saturate la presiuni de până la aproximativ 20 MPa) în condiții în care contribuția fierberii nucleate predomină față de convecția forțată. Această relație este utilă pentru estimarea aproximativă a diferenței de temperatură așteptate, fiind dat fluxul de căldură:
{\displaystyle \Delta T_{p,sat}=22,5\cdot q^{0,5}\exp(-p/8,7)}
unde:
{\displaystyle \Delta T_{p,sat}} este diferența de temperatură dintre perete, mai mare ca temperatura de saturație a apei, [K],
q este fluxul de căldură, [MW/m2],
p este presiunea apei, [MPa].
Această relație empirică este valabilă pentru unitățile date.

## Coeficientul de transfer termic al peretelui țevii
Rezistența la fluxul termic opusă de materialul peretelui țevii poate fi exprimată drept „coeficient de transfer termic al peretelui țevii”. Trebuie însă precizat dacă fluxul de căldură se raportează la diametrul interior sau cel exterior al țevii. Dacă fluxul de căldură se raportează la diametrul interior al țevii și dacă peretele țevii este subțire în comparație cu acest diametru, curbura peretelui are un efect neglijabil asupra transmiterii căldurii. În acest caz, peretele țevii poate fi aproximat ca un plan, ceea ce simplifică calculele. Această presupunere permite calculul coeficientului de transfer termic pentru peretele țevii ca:
{\displaystyle \alpha _{p}={\frac {2\lambda _{p}}{\delta }}}
unde:
{\displaystyle \lambda _{p}} este conductivitatea termică a materialului peretelui,
{\displaystyle \delta } este diferența dintre diametrul exterior și cel interior (de două ori grosimea peretelui țevii).
Totuși, atunci când grosimea peretelui este semnificativă, curbura nu poate fi ignorată, coeficientul de transfer termic trebuie să țină cont de forma cilindrică. În acest caz coeficientul de transfer termic poate fi calculat mai precis folosind:
{\displaystyle \alpha _{p}={\frac {2\lambda }{d_{i}\ln(d_{e}/d_{i})}}}
unde: 
{\displaystyle d_{i}} este diametrul interior al țevii, [m],
{\displaystyle d_{e}} este diametrul exterior al țevii, [m],
De obicei conductivitatea termică a materialului tubului depinde de temperatură; adesea se utilizează conductivitatea termică medie.

## Combinarea mai multor coeficienți de transfer termic
Pentru două sau mai multe procese de transmiterea căldurii care acționează în paralel, coeficienții de transfer termic prin convecție se adună pur și simplu:
{\displaystyle \alpha =\alpha _{1}+\alpha _{2}+\cdots }
Pentru două sau mai multe procese de transmiterea căldurii care acționează în serie (în cascadă), coeficienții de transfer termic se adună similar ca în media armonică:
{\displaystyle {\frac {1}{\alpha }}={\frac {1}{\alpha _{1}}}+{\frac {1}{\alpha _{2}}}+\dots }
De exemplu, fie o țeavă în care curge un fluid. Fluxul de căldură între cea mai mare parte a fluidului din interiorul țevii și suprafața exterioară a țevii este:
{\displaystyle {\dot {Q}}=\left({\frac {1}{{\frac {1}{\alpha }}+{\frac {\delta }{\lambda }}}}\right)A\,\Delta T}
unde
{\displaystyle {\dot {Q}}} este fluxul termic, [W],
{\displaystyle \alpha } este coeficientul de transfer termic prin convecție, [W/m2K],
{\displaystyle \delta } este grosimea peretelui țevii, [m],
{\displaystyle \lambda } este conductivitatea termică a peretelui țevii, [W/mK],
{\displaystyle A} este aria peretelui țevii, [m2],
{\displaystyle \Delta T} este diferența de temperatură, [K].

## Coeficientul global de transfer termic
Coeficientul global de transfer termic, K, este o măsură a capacității generale a unei serii de bariere conductive și convective de a transmite căldura. Se aplică în mod obișnuit la calculul transmiterii căldurii în schimbătoare de căldură, dar poate fi aplicat la fel de bine și altor probleme. În cazul unui schimbător de căldură, K poate fi utilizat pentru a determina căldura transmisă între cele două fluide din schimbătorul de căldură cu următoarea relație:
{\displaystyle {\dot {Q}}=KA\Delta T_{ln}}
unde:
{\displaystyle {\dot {Q}}} este fluxul termic, [W],
{\displaystyle K} este coeficientul global de transfer termic, [W/m2K],
{\displaystyle A} este aria peretelui țevii, [m2],
{\displaystyle \Delta T_{ln}} este diferența medie logaritmică de temperatură, [K].
Coeficientul global de transfer termic ia în considerare coeficienții individuali de transfer termic ai fiecărui flux și rezistența termică a materialului țevii. Acesta poate fi calculat ca inversul sumei unei serii de rezistențe termice (dar există și relații mai complexe, de exemplu atunci când transferul de căldură are loc pe diferite rute în paralel):
{\displaystyle {\frac {1}{K\,A}}=\sum {\frac {1}{\alpha \,A}}+\sum R}
unde:
R este suma rezistențelor termice ale pereților țevii, [K/W].
Coeficientul de transfer termic este căldura transmisă pe unitatea de suprafață per kelvin. Astfel, „aria” este inclusă în ecuație, deoarece reprezintă aria prin care are loc transmiterea căldurii. Ariile pentru fiecare curgere vor fi diferite, deoarece reprezintă aria suprafețelor de contact pentru fiecare parte udată de fluid.
Rezistența termică datorită peretelui țevii (pentru pereți subțiri) se calculează cu următoarea relație:
{\displaystyle R={\frac {\delta }{\lambda \,A}}}
unde
{\displaystyle \delta } este grosimea peretelui, [m],
{\displaystyle \lambda } este conductivitatea termică a peretelui țevii, [W/mK].
Așa cum s-a spus anterior în articol, coeficientul de transfer de căldură prin convecție pentru fiecare flux depinde de tipul de fluid, proprietățile curgerii și proprietățile termice.

## Rezistență termică datorată depunerilor
În timpul utilizării lor, adesea în schimbătoarele de căldură se acumulează un strat de depuneri pe suprafața de schimb de căldură, strat care, pe lângă faptul că poate contamina fluxul, reduce eficiența schimbătoarelor de căldură. Într-un schimbător de căldură cu depuneri, depunerile de pe pereți creează un strat suplimentar de material prin care trebuie să treacă căldura. Datorită acestui nou strat, există o rezistență termică suplimentară în interiorul schimbătorului de căldură, prin urmare coeficientul general de transfer termic al schimbătorului este redus. Următoarea relație este utilizată pentru a rezolva rezistența la transfer termic cu rezistența suplimentară a depunerilor:
{\displaystyle {\frac {1}{K_{d}P}}={\frac {1}{UP}}+{\frac {R_{d,c}}{P_{c}}}+{\frac {R_{d,r}}{P_{r}}}}
unde:
{\displaystyle K_{d}} este coeficientul global de transfer termic pentru schimbătorul de căldură cu depuneri, [W/m2K],
{\displaystyle P} este perimetrul schimbătorului de căldură, poate fi fie perimetrul părții calde, fie cel al părții reci, însă trebuie să se folosească același perimetru în ambii membri ai ecuației, [m],
{\displaystyle K} este coeficientul global de transfer termic pentru schimbătorul de căldură fără depuneri (curat), [W/m2K],
{\displaystyle R_{d,c}} este rezistența termică pe partea caldă pentru schimbătorul de căldură cu depuneri, [m^2K/W],
{\displaystyle R_{d,r}} este rezistența termică pe partea rece pentru schimbătorul de căldură cu depuneri, [m^2K/W],
{\displaystyle P_{c}} este perimetrul pe partea caldă a schimbătorului de căldură, [m],
{\displaystyle P_{r}} este perimetrul pe partea rece a schimbătorului de căldură, [m].
Această ecuație utilizează coeficientul global de transfer termic al unui schimbător de căldură fără depuneri (curat) și rezistența termică a depunerilor pentru a calcula coeficientul global de transfer de căldură al unui schimbător de căldură cu depuneri. Ecuația ia în considerare faptul că perimetrul schimbătorului de căldură este diferit pe partea caldă și pe partea rece. Perimetrul utilizat drept {\displaystyle P} nu contează cât timp este același. Coeficienții globali de transfer termic se vor ajusta pentru a ține cont de faptul că a fost utilizat un perimetru diferit, deoarece produsul {\displaystyle KP} va rămâne același.
Rezistența termică a depunerilor poate fi calculată pentru un schimbător de căldură specific dacă se cunosc grosimea medie și conductivitatea termică a depunerilor. Produsul dintre grosimea medie și conductivitatea termică va intra în calculul rezistenței termice a depunerilor pe o anumită parte a schimbătorului de căldură.
{\displaystyle R_{d}={\frac {\delta _{d}}{\lambda _{d}}}}
unde:
{\displaystyle \delta _{d}} este grosimea medie a stratului de depuneri din schimbătorul de căldură, [m],
{\displaystyle \lambda _{d}} este conductivitatea termică a depunerilor, [W/mK].